# Nanna diplisticta
Nanna diplisticta là một loài bướm đêm thuộc phân họ Arctiinae, họ Erebidae.